# Giovanni Aleotti
Giovanni Aleotti (Mirandola, 25 maggio 1999) è un ciclista su strada italiano che corre per il team Red Bull-Bora-Hansgrohe. Scalatore, campione nazionale Under-23 in linea nel 2020, è professionista dal 2021.

## Palmarès
- 2018 (Cycling Team Friuli)[2]

Vicenza-Bionde
- 2019 (Cycling Team Friuli)[3]

Trofeo Edil C
Diexer Bergrennen
Coppa Città di San Daniele
- 2020 (Cycling Team Friuli)[4]

Extragiro Gara in Circuito Monti Coralli
Extragiro Trofeo F.lli Anelli
Piccolo Giro dell'Emilia, valido come Campionati italiani, Prova in linea Under-23
- 2021 (Bora-Hansgrohe, due vittorie)

1ª tappa Sibiu Cycling Tour (Sibiu > Păltiniș)
Classifica generale Sibiu Cycling Tour
- 2022 (Bora-Hansgrohe, tre vittorie)

2ª tappa Sibiu Cycling Tour (Sibiu > Bâlea Lac)
3ª tappa, 1ª semitappa Sibiu Cycling Tour (Curmătura Stezii > Arena Platoş Păltiniş, cronometro)
Classifica generale Sibiu Cycling Tour
- 2024 (Bora-Hansgrohe, due vittorie)

3ª tappa Giro di Slovenia (Lubiana > Nova Gorica)
Classifica generale Giro di Slovenia

### Altri successi
- 2021 (Bora-Hansgrohe)

Classifica giovani Sibiu Cycling Tour
Classifica giovani Settimana Ciclistica Italiana
- 2022 (Bora-Hansgrohe)

Classifica a punti Sibiu Cycling Tour
- 2024 (Bora-Hansgrohe)

Classifica a punti Giro di Slovenia

## Piazzamenti

### Grandi Giri
- Giro d'Italia

2021: 80º
2022: 72º
2023: non partito (7ª tappa)
2024: 24º
2025: 59º
- Vuelta a España

2024: 38º

### Classiche monumento
- Milano-Sanremo

2022: 105º
2024: 38º
- Liegi-Bastogne-Liegi

2022: 76º
2023: 58º
2024: ritirato
- Giro di Lombardia

2021: ritirato
2022: 63º
2023: ritirato

### Competizioni mondiali
- Campionati del mondo

Yorkshire 2019 - In linea Under-23: 78º

### Competizioni europee
- Campionati europei

Trento 2021 - In linea Elite: ritirato

## Riconoscimenti
Oscar TuttoBici - categoria under 23 nel 2019 e 2020